# Funa
Funa (del mapudungún, funa, ‘podrido’) es el nombre dado en Chile a una manifestación de denuncia y repudio público contra una persona o grupo. Se le suele conjugar como verbo («funar»). Una persona que recibe una funa se le conoce como «funado» o «funada». El término ha trascendido y es frecuentemente utilizado en otros países de Hispanoamérica y España, sobre todo, a través de internet.

## Historia

### Comisión Funa
La Comisión Funa se inició por Acción, Verdad y Justicia (HIJOS-Chile) el 1 de octubre de 1999, siendo su primera acción dirigida hacia el médico cardiólogo Alejandro Forero, quien integró el Comando Conjunto y supervisó sesiones de tortura en contra de detenidos desaparecidos. Diversas organizaciones juveniles, políticas y estudiantiles se fueron uniendo. Entre otras asociaciones, las siguientes han participado de la comisión Funa: Agrupación de Familiares de Ejecutados Políticos, Agrupación de Familiares de Detenidos Desaparecidos, Agrupación Nacional de ex Presos Políticos, Surda, Movimiento Patriótico Manuel Rodríguez y Juventudes Comunistas de Chile.
Tras investigar y acordar una acción, el grupo se reúne en un punto cercano al objetivo y hace una marcha pública y pacífica hasta la casa o lugar de trabajo donde se encuentra el personaje que ha eludido la justicia. Tras hacer una pública y ruidosa manifestación no exenta de rayados, carteles y propaganda escrita que quedan en el lugar dejan claro a los vecinos y comunidad en general el pasado que tuvo la persona en cuestión. Desde un punto de vista sociológico se aprecia que se apela a la sanción social del infractor cuando las sanciones jurídicas han sido burladas.

(...También) se entrega un volante con toda la información relativa al (la) “funado (a)”, que contiene información jurídica respecto de los procesos judiciales donde están procesados o citados a declarar. También menciona cada uno de los casos de desaparecimiento, ejecución o torturas en que estuvo involucrado. El volante incluye una foto del represor (a), dirección y número de teléfono. En cada manifestación se procura que haya mucho colorido, algún tipo de batucada o murga, también el uso de pitos o cualquier instrumento que produzca “bulla” de tal modo de llamar la atención de quienes circulan cerca de una manifestación FUNA.

También son manifestaciones donde prima la participación del colectivo, por ejemplo, el volante es leído en voz alta por todos los participantes. Se pretende que sean acciones rápidas que impidan la acción represiva como un modo de asegurar la realización de la FUNA, en el barrio o en los lugares de trabajo de los (as) funados (as). El objetivo es asegurar que sobrevenga la condena moral que esperamos de la sociedad.
Yuri Gahona

La Comisión Funa no adscribe a ninguna militancia en particular aunque está abierta a la participación de personas de cualquier tendencia política o partido. Hacia 2019 la comisión había realizado más de 200 funas.

## Ciberactivismo
Con la masificación de las redes sociales en Internet, las funas también son un método utilizado por el ciberactivismo para boicotear a una persona u organización por diversas razones. Entre las más comunes se cuentan denuncias públicas sobre alguna falta o delito, como abuso sexual, violación, discriminación, responsabilidad parental, maltrato animal, robo, estafa, etcétera; así como también las malas prácticas de las empresas. Sin embargo, existe un alto riesgo de ejercer la funa sin ampararse en fuentes fidedignas y evidencias contundentes, y por tanto prestarse para un bulo como noticia falsa.

## Críticas
Las funas han sido criticadas por ser una forma de tomarse la justicia por mano propia, eludiendo el actuar de las instituciones de justicia. Sin embargo, en sus lemas y eslóganes el movimiento se defiende argumentando Si no hay justicia, hay funa, en el entendido de que se trata de personas que aún después de 1999 no han sido procesadas por los tribunales de justicia por crímenes cometidos 20 años antes. Desde un punto de vista jurídico-penal, quien comete una funa y no presenta evidencia contundente y veraz para ello, se encuentra expuesto a algunas acciones legales en su contra, al poder ser acusado por figuras constitutivas de delito, tales como injurias, calumnias, falso testimonio y/o difamación.

### Pronunciamiento de la Corte Suprema
En 2021, la Corte Suprema de Chile fijó un criterio ante las funas, señalándose que son actos de autotutela y por lo tanto vulneran los derechos de la persona, en especial el derecho a la honra y a un juicio justo, imparcial y basado en pruebas, y dentro de un contexto de debido proceso, derechos reconocidos por la Declaración Universal de los Derechos Humanos, señalando a que la libertad de expresión admite la crítica y la denuncia, pero lo que no se puede hacer es un acto de autotutela, de hacer justicia por sí mismo y de saltarse los conductos que los mismos sistemas jurídicos establecen respecto de actos que pueden ser delito, ordenando eliminar el contenido difamatorio de las redes sociales. Por lo tanto se puede denunciar mediante un recurso de protección invocando una vulneración a la garantía constitucional del artículo 19 número 4, que es el derecho que protege la vida privada, la honra y los datos personales y los jueces analizarán los casos para definir si se ha incurrido en delito.